# Casirago
Casirago (Casiràch in dialetto brianzolo) è una frazione geografica del comune di Monticello Brianza in provincia di Lecco posta a nord del centro abitato, verso Barzanò.

## Storia
Registrato agli atti del 1751 come un villaggio milanese di 186 abitanti, pochi anni dopo incorporò la frazione di Molinata, e alla proclamazione del Regno d'Italia nel 1805 risultava avere 345 residenti. Nel 1809 un regio decreto di Napoleone determinò la soppressione dell'autonomia municipale per annessione a Missaglia, ma il Comune di Casirago fu poi ripristinato con il ritorno degli austriaci. L'abitato crebbe poi discretamente, tanto che nel 1853 risultò essere popolato da 497 anime, salite a 626 nel 1871. Fu nel 1880 che un decreto di Umberto I causò la soppressione definitiva del comune unendolo a Monticello.